# Bryan Adams
Bryan Guy Adams OC OBC (n. 5 noiembrie 1959, Kingston⁠(d), Ontario, Canada) este un cântăreț, cantautor, chitarist, compozitor, filantrop, fotograf, muzician, producător muzical și activist canadian. 
Adams a ajuns să fie cunoscut și faimos în Canada și SUA cu albumul său muzical din 1983 intitulat Cuts Like a Knife⁠(d) și după numai un an a devenit un star mondial cu albumul său din 1984 intitulat Reckless⁠(d), care a propulsat oriunde unele dintre cele mai bune cântece ale sale, incluzând Run to You⁠(d) și Summer of '69⁠(d).
În 1991, a lansat melodia (Everything I Do) I Do It for You⁠(d), de pe albumul Waking Up the Neighbours⁠(d), care a devenit unul dintre cele mai cunoscute cântece-balade ale sale în întreaga lume, ocupând locul întâi în multe țări ale lumii, incluzând 16 săptămâni în Regatul Unit, un nou record. De asemenea, Adams a avut niște cântece care au ocupat locul întâi în clasamentul U.S. Billboard Hot 100, dintre care Heaven⁠(d), All for Love⁠(d) și Have You Ever Really Loved a Woman?⁠(d) au devenit extrem de cunoscute.
Pentru contribuțiile sale la muzică, Adams a primit numeroase nominalizări, distincții și premii, incluzând 20 de premii Juno din 56 de nominalizări, 15 Grammy Award nominalizări, incluzând câștigarea premiului Cel mai bun cântec scris specific pentru film sau televiziune⁠(d) în 1992. Adams a primit, de altfel premii din partea entităților precum sunt MTV, ASCAP⁠(d) și American Music, trei Ivor Novello Awards pentru compoziție, fiind de asemenea nominalizat de cinci ori pentru Golden Globe Award și de trei ori pentru Academy Award, pentru compozițiile muzicale special scrise pentru filme.
Ca recunoaștere pentru meritele sale componistice și muzicale, dar și a actelor sale filantropice, Adams a fost decorat cu Order of Canada⁠(d) și Order of British Columbia⁠(d) pentru contribuții importante la muzică și la acte filantropice, realizate prin fundația sa, datorită cărora a ajutat la îmbunătățirea educaiței oamenilor din întreaga lume.